# Dead by April
Dead by April ist eine 2007 gegründete schwedische Metal-Band aus Göteborg.

## Geschichte

### Gründung und Debütalbum (2007–2010)
Die Band wurde im Februar 2007 vom ehemaligen Sänger der Band Nightrage, Jimmie Strimell, gegründet, als er sich entschloss, mit dem Musiker und Komponisten Pontus Hjelm ein musikalisches Projekt zu starten. So fanden sich auch die restlichen Mitglieder zusammen, um die Band zu vervollständigen. Zwar brachten sie im Jahr 2007 noch kein Album heraus, schickten allerdings einzelne Demoversionen ihrer eigenen Lieder zu Freunden und Bekannten, wodurch sie recht schnell Bekanntheit erlangten. Im Jahr 2008 entschlossen sich Dead by April, ihre erste Single zu veröffentlichen, die sich in den Charts platzieren konnte. Das Demo Falling Behind erreichte im Jahr 2008 allerdings keine wirklich hohe Platzierung. Dennoch erhielten sie zwei Auszeichnungen und zwar bei den Swedish Metal Awards und Bandit Rock Awards als beste Newcomer.
Am 13. Mai 2009 erschien ihr Debütalbum Dead by April, mit dem sie einen Monat später mit der Band Skindred auf Großbritannien-Tour gingen. Im selben Jahr erschien ihre zweite Single Losing You, die es in nur kurzer Zeit schaffte, Platz 1 der schwedischen Charts zu erklimmen und diesen vorübergehend zu halten.

### Neues Line-Up undIncomparable(2010–2011)
Im April 2010 verließ Pontus Hjelm die Band, um als eigenständiger Komponist weiterzuarbeiten. Im Mai wurde er durch Zandro Santiago ersetzt, mit dem Dead by April eine Coverversion des Liedes Love Like Blood von Killing Joke aufnahm.
Im Oktober 2010 verließ auch Johan Olsson die Band, um an seinem eigenen Mode Label zu arbeiten. Daraufhin suchte die Band via Internet nach einem Ersatzgitarristen, doch stellten sie diese ein, als Pontus Hjelm als Livemitglied der Band bei Live-Auftritten als Unterstützung diente und 2012 wieder als vollwertiges Mitglied einstieg.
Am 10. Januar 2011 wurde Stronger, eine Remixversion mit einigen Liedern ihres Debütalbums, veröffentlicht. Diese enthält auch neue Lieder, wie Demoaufnahme aus früheren Jahren. Dead by April veröffentlichte am 16. Mai 2011 die EP Within My Heart, die drei Titel enthält: Within My Heart, Two Faced und eine neu aufgenommene Version von Unhateable. Am 21. September 2011 veröffentlichte die Band das neue Album mit dem Titel Incomparable. Bereits Wochen zuvor gab es die Möglichkeit, das zweite Studioalbum signiert vorzubestellen. Aus dem Album wurde am 19. September die zweite Single Calling veröffentlicht.

### Teilnahme am Melodifestivalen, Drittes Album und erneuter Line-Up Wechsel (2012–2017)
Im Frühjahr 2012 nahm die Band mit dem Lied Mystery am Melodifestivalen 2012, dem Vorentscheid zum Eurovision Song Contest 2012, teil. Im ersten Halbfinale des Wettbewerbs in Växjö belegte die Band den zweiten Platz und zog direkt ins Finale ein, welches in Stockholm stattfand. Sie belegten schließlich in einem Feld von zehn Teilnehmern den siebten Platz.
Im November 2012 rief die Band zu einer Spendenaktion auf PledgeMusic.com auf, um ihr neues Album sowie ihre erste Live-DVD zu finanzieren. Im Gegensatz dazu wurden den Geldgebern Merchandising-Artikel sowie eine neu interpretierte Version von Found Myself in You angeboten. Nachdem die Kampagne erfolgreich beendet wurde, brach die Versorgung mit Informationen rund um die Band ab. Im März als die durch die Hilfe der Fans finanzierte DVD veröffentlicht werden sollte, schrieb Frontmann Jimmie Strimell auf seiner Instagram-Seite einen Artikel darüber, dass er die Band verlassen werde. Die Band schwieg solange, bis ein Live-Auftritt in Großbritannien abgesagt werden musste. Am 18. März äußerten sich die Bandmitglieder, mit Ausnahme von Jimmie Strimell, gegenüber ihren Fans und erklärten, dass dieser aufgrund von persönlichen Problemen nicht mehr Teil der Band sein kann.

“We’re deeply sorry to inform you that Jimmie Strimell no longer will be a part of Dead By April. The reason we had to make this decision is because of Jimmie’s personal problems […] With that said we also have some good news to announce. We have found our replacement and we want to introduce you to Christoffer “Stoffe” Andersson, whom previously been performing as replacer in Sonic Syndicate and been in Markus’ other band By Night […] Stoffe is a firm member of the band and will obviously be a part of the live-shows to come and the record we’re currently recording.”

„Es tut uns leid mitteilen zu müssen, dass Jimmie Strimell aufgrund von persönlichen Problemen nun nicht mehr länger Mitglied von Dead by April sein kann. Die gute Nachricht ist, dass wir bereits Ersatz in Form von Christoffer “Stoffe” Andersson gefunden haben. Dieser war bereits ein temporärer Ersatz in der Band Sonic Syndicate und war zusammen mit Bassist Markus Wesslén in der Band By Night. Andersson ist von nun an ein festes Mitglied von Dead by April und wird die Band bei Live Aufrtitten und im Studio unterstützen.“

Am 12. Februar 2014 wurde zusammen mit dem neuen Frontmann das dritte Album der Band Let the World Know veröffentlicht. Nach dieser Veröffentlichung verließ Schlagzeuger und Gründungsmitglied Alexander Svenningson die Band. Ersetzt wurde er durch den ehemaligen Schlagzeuger der Bands „The End of Grace“ und „Ends With a Bullet“ Marcus Rosell. Im November desselben Jahres verließ auch Sänger Zandro Santiago die Band. Pontus Hjelm übernahm nach mehr als vier Jahren erneut seine ursprüngliche Rolle als Sänger der Band.

### Weiterer Line-Up Wechsel nach viertem Album (seit 2017)
Kurz nach der Veröffentlichung des neuen Albums Worlds Collide am 7. April 2017, auf dem erstmals Pontus die Clean-Parts der Lieder singt, gab die Band über ihre Webseite bekannt, dass Christoffer „Stoffe“ Andersson die Band auf eigenen Wunsch verlässt, möglicherweise aus Gründen seiner Gesundheit und einer anstehenden Rehabilitation. Dies ließ die Band jedoch offen. Damit fehlt der Band aktuell ein Growl-Vokalist. Nach eigenen Angaben stünde man in Kontakt mit dem ehemaligen Mitglied Jimmie Strimell.
Am 2. Mai 2017 gab die Band bekannt, dass Jimmie Strimell wieder in der Band als Unclean-Sänger fungierte. Am 1. September veröffentlichte die Band die EP „Worlds Collide (Jimmie Strimell Sessions)“, in dem Jimmie die Unclean-Parts von 4 Songs aus „Worlds Collide“ übernahm. Am 15. September 2017 veröffentlichte die Band eine Coverversion von dem Lied Numb von Linkin Park. Am 20. Oktober veröffentlichte die Band eine Acoustic EP namens „Worlds Collide (Acoustic Sessions)“.
Am 6. März 2020 gab die Band wiederum bekannt, dass Jimmie Strimell die Band erneut aufgrund seiner Drogenabhängigkeit verlässt. Am selben Tag wurde Christopher Kristensen als neuer Growl-Vokalist bestätigt.

## Diskografie

### Studioalben
| Jahr | Titel Musiklabel                                 | Höchstplatzierung, Gesamtwochen, AuszeichnungChartplatzierungen (Jahr, Titel, Musiklabel, Platzierungen, Wochen, Auszeichnungen, Anmerkungen) | Höchstplatzierung, Gesamtwochen, AuszeichnungChartplatzierungen (Jahr, Titel, Musiklabel, Platzierungen, Wochen, Auszeichnungen, Anmerkungen) | Anmerkungen                              |
| Jahr | Titel Musiklabel                                 | DE | SE | Anmerkungen                              |
| ---- | ------------------------------------------------ | --- | --- | ---------------------------------------- |
| 2009 | Dead by April Universal Music Group              | — | SE2 Gold · (19 Wo.)SE | Erstveröffentlichung: 13. Mai 2009       |
| 2011 | Incomparable Universal Music Group               | — | SE2 Gold · (12 Wo.)SE | Erstveröffentlichung: 21. September 2011 |
| 2014 | Let the World Know Universal Music Group         | DE99 (1 Wo.)DE | SE5 (3 Wo.)SE | Erstveröffentlichung: 12. Februar 2014   |
| 2017 | Worlds Collide Spinefarm (Universal Music Group) | — | SE8 (1 Wo.)SE | Erstveröffentlichung: 7. April 2017      |
| 2024 | The Affliction Spinefarm (Universal Music Group) | — | — | Erstveröffentlichung: 26. Januar 2024    |

### Kompilationen
- 2011: Stronger (Erstveröffentlichung: 24. Januar 2011; Universal Music Group)

### EPs
- 2023: Break My Fall

### Singles
| Jahr | Titel Album                            | Höchstplatzierung, Gesamtwochen, AuszeichnungChartplatzierungen (Jahr, Titel, Album, Platzierungen, Wochen, Auszeichnungen, Anmerkungen) | Höchstplatzierung, Gesamtwochen, AuszeichnungChartplatzierungen (Jahr, Titel, Album, Platzierungen, Wochen, Auszeichnungen, Anmerkungen) | Anmerkungen                             |
| Jahr | Titel Album                            | DE | SE | Anmerkungen                             |
| ---- | -------------------------------------- | --- | --- | --------------------------------------- |
| 2007 | Falling Behind (Demo) Promotion Album  | — | — |                                         |
| 2009 | Losing You Dead by April               | — | SE1 (29 Wo.)SE |                                         |
| 2009 | What Can I Say Dead by April           | — | SE38 (4 Wo.)SE |                                         |
| 2009 | Angels of Clarity Dead by April        | — | — |                                         |
| 2010 | Love Like Blood / Promise Me Stronger  | — | — |                                         |
| 2011 | Dancing in the Neon Light –            | — | SE50 (1 Wo.)SE | Lena Philipsson feat. Dead by April     |
| 2011 | Within My Heart Incomparable           | — | — |                                         |
| 2011 | Calling Incomparable                   | — | — |                                         |
| 2012 | Mystery –                              | — | SE10 Platin · (13 Wo.)SE |                                         |
| 2013 | Freeze Frame Let the World Know        | — | — |                                         |
| 2013 | As a Butterfly Let the World Know      | — | — |                                         |
| 2014 | Beautiful Nightmare Let the World Know | — | — |                                         |
| 2016 | Breaking Point Worlds Collide          | — | — |                                         |
| 2017 | My Heart Is Crushable Worlds Collide   | — | — |                                         |
| 2017 | Warrior Worlds Collide                 | — | — |                                         |
| 2017 | Numb –                                 | — | — | Original: Linkin Park                   |
| 2020 | Memory –                               | — | — |                                         |
| 2020 | Memory (Orchestral Version) –          | — | — |                                         |
| 2020 | Bulletproof –                          | — | — |                                         |
| 2020 | Let It Go –                            | — | — | Original: (Frozen)                      |
| 2021 | Heartbeat Failing The Affliction       | — | — |                                         |
| 2021 | Collapsing –                           | — | — |                                         |
| 2021 | Anything at All The Affliction         | — | — |                                         |
| 2021 | Anything at All (Orchestral Version) – | — | — |                                         |
| 2021 | Anything at All (EDM Remix) –          | — | — |                                         |
| 2022 | Bette Than You –                       | — | — |                                         |
| 2022 | Collapsing (Orchestral Version) –      | — | — |                                         |
| 2022 | Me –                                   | — | — |                                         |
| 2022 | Heartbeat Failing (Piano Version) –    | — | — |                                         |
| 2023 | Wasteland The Affliction               | — | — | mit The Day We Left Earth               |
| 2023 | Dreamlike The Affliction               | — | — |                                         |
| 2023 | My Light The Affliction                | — | — |                                         |
| 2023 | Hurricane The Affliction               | — | — | mit The Day We Left Earth und Lex Press |
| 2023 | Feeding Demons The Affliction          | — | — | mit Self Deception                      |
| 2023 | Break My Fall The Affliction           | — | — | mit Samuel Ericsson                     |

### Musikvideos
| Jahr | Titel                                               | Album              |
| ---- | --------------------------------------------------- | ------------------ |
| 2009 | Losing You                                          | Dead by April      |
| 2009 | Angels of Clarity                                   | Dead by April      |
| 2011 | Stronger                                            | Stronger           |
| 2011 | Calling                                             | Incomparable       |
| 2011 | Lost                                                | Incomparable       |
| 2012 | Crossroads                                          | Incomparable       |
| 2014 | As a Butterfly                                      | Let the World Know |
| 2014 | Beautiful Nightmare                                 | Let the World Know |
| 2017 | Breaking Point                                      | Worlds Collide     |
| 2017 | Warrior                                             | Worlds Collide     |
| 2017 | Crying over You                                     | Worlds Collide     |
| 2017 | This Is My Life                                     | Worlds Collide     |
| 2017 | Our Worlds Collide                                  | Worlds Collide     |
| 2017 | Perfect the Way You Are                             | Worlds Collide     |
| 2017 | Playing with Fire                                   | Worlds Collide     |
| 2017 | Can You See the Red                                 | Worlds Collide     |
| 2018 | For Every Step (mit Tommy Körberg)                  | Worlds Collide     |
| 2021 | Heartbeat Failing                                   | The Affliction     |
| 2021 | Collapsing                                          | -                  |
| 2021 | Anything at All                                     | The Affliction     |
| 2021 | Anything at All (Orchestral Version)                | -                  |
| 2021 | Anything at All (EDM Remix)                         | -                  |
| 2022 | Better Than You                                     | -                  |
| 2022 | Collapsing (Orchestral Version)                     | -                  |
| 2022 | Heartbeat Failing (Cinematic Version)               | -                  |
| 2023 | Wasteland (mit The Day We Left Earth)               | The Affliction     |
| 2023 | Dreamlike                                           | The Affliction     |
| 2023 | My Light                                            | The Affliction     |
| 2023 | Feeding Demons (mit Self Deception)                 | The Affliction     |
| 2023 | Break My Fall (mit Samuel Ericsson)                 | The Affliction     |
| 2024 | Outcome (mit Smash Into Pieces und Samuel Ericsson) | The Affliction     |